# Shamisen

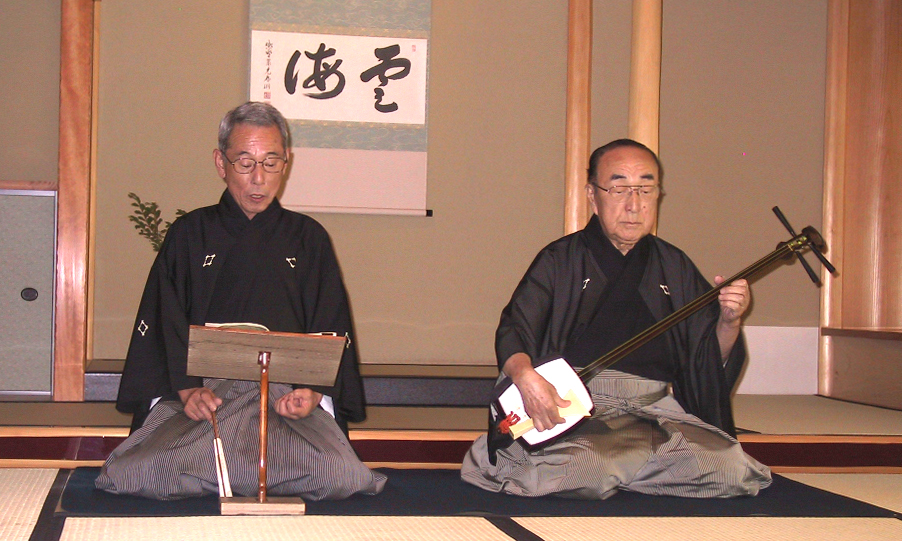
Shamisen-Spieler (rechts)

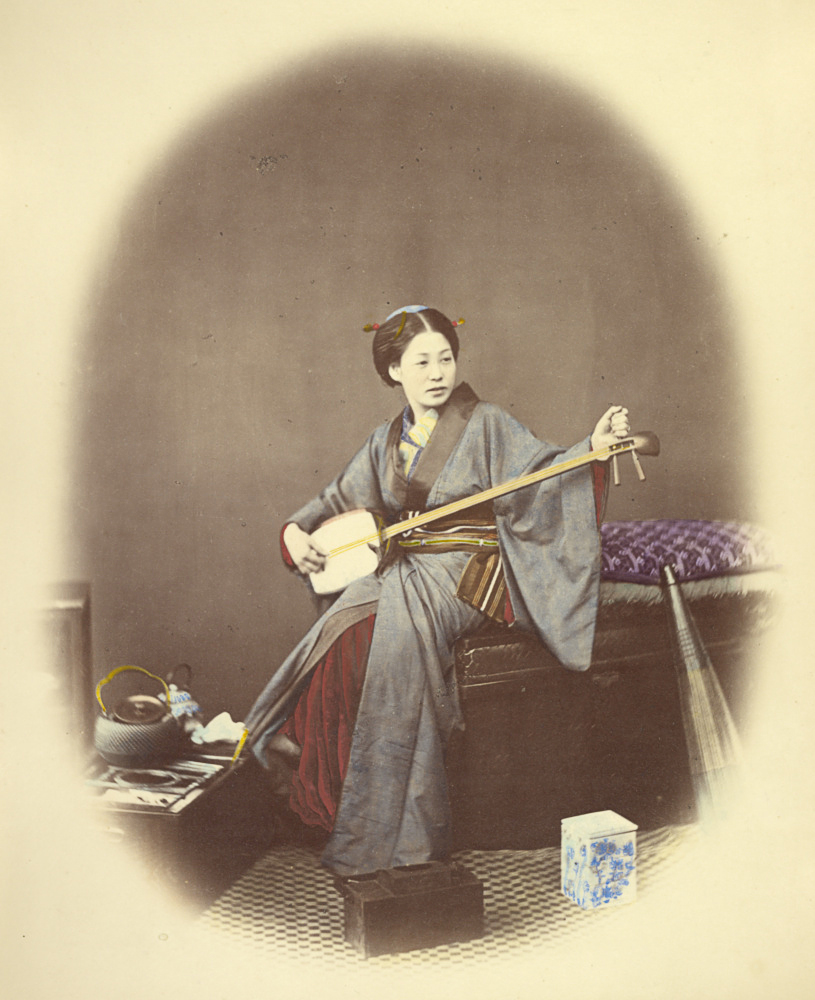
Kurtisane mit shamisen. Aufnahme aus den 1860er Jahren von Felice Beato

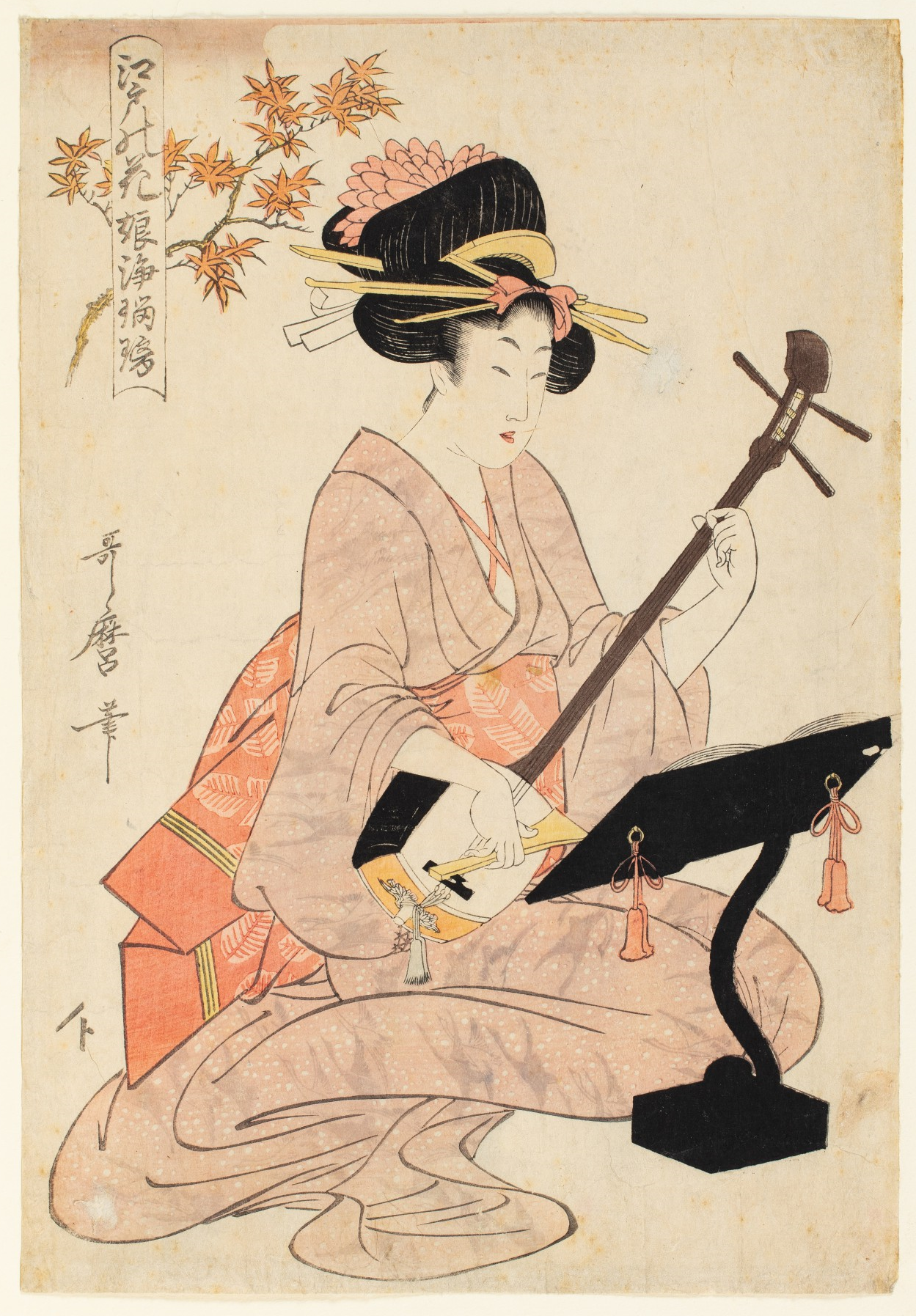
Frau mit shamisen. Farbholzschnitt von Utamaro, 1803

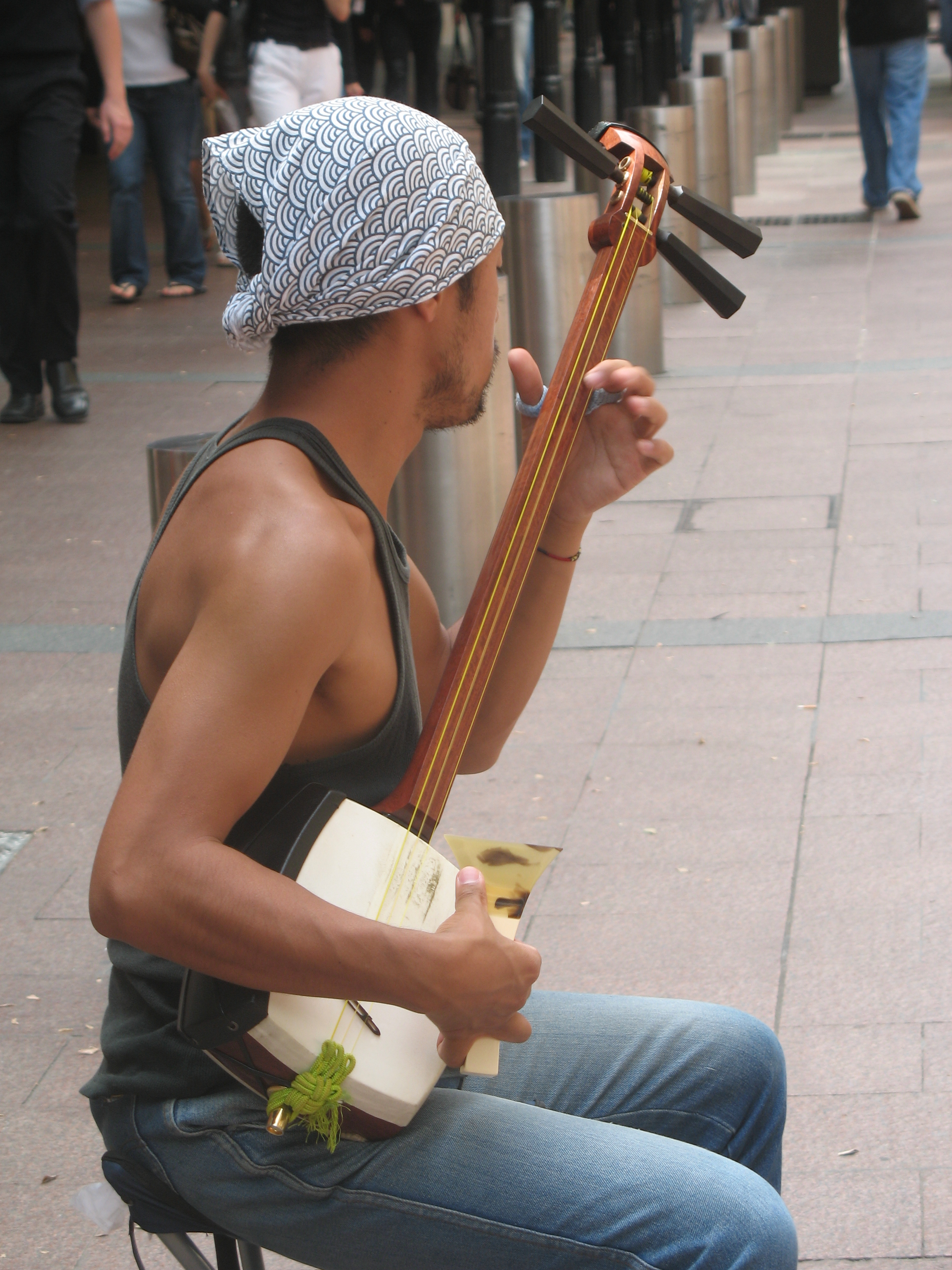
Straßenmusiker mit shamisen

Shamisen (japanisch 三味線, auch samisen, Alternativbezeichnung 三絃 sangen, deutsch ‚Drei-Saiten‘ nach dem chinesischen Vorbild sanxian) ist eine dreisaitige gezupfte Langhalslaute mit einem langen schmalen Hals und einem relativ kleinen Korpus. Die shamisen gehört neben der nōkan, der shakuhachi, der tsuzumi, der biwa und der koto zu den traditionellen Musikinstrumenten Japans.

## Allgemein
Das Saiteninstrument basiert auf der chinesischen dreisaitigen Laute sanxian, die Ende des 16. Jahrhunderts von China über die Ryūkyū-Inseln nach Japan kam und dort sanshin bzw. jabisen genannt wurde. Sanshin heißt die heute in der traditionellen Musik von Okinawa gespielte Laute. Die namentlich hiervon abgeleitete s(h)amisen hat sich in der Form vom chinesischen Vorbild wegentwickelt. Alle Bezeichnungen bedeuten „drei Saiten“.
Der Korpus besteht aus Holz. Die shamisen genießt neben koto und shakuhachi auch heute noch eine außerordentliche Popularität, die auf die Verwendung des shamisen in den Bühnenkünsten Japans, vor allem im Kabuki und im Puppentheater Bunraku, zurückzuführen ist. Ferner gehörte es für eine Geisha zum guten Ton, das Spiel auf der shamisen zu beherrschen. Für die reisenden, blinden Musikerinnen (Goze) wurde die shamisen ab Beginn des Tokugawa-Shogunats das wichtigste Instrument.
Die shamisen wird im Nagauta-Ensemble als zentrale Komponente verwendet. Mit der Stimme zusammen bildet sie die Melodieführung und erzeugt so die für diese Musik typische Klangfarbe. Die Verwendungsmöglichkeit des Instrumentes ist sehr groß, wobei die Stellung und auch der Bau der shamisen zwischen den unterschiedlichen Musikstilen variiert. Die shamisen wurde als Solo-, Ensemble- oder Kammermusikinstrument in allen sozialen Schichten gespielt.

## Bauform
Die shamisen besteht aus einem Korpus, der ein modifiziertes Rechteck darstellt. Der Korpus setzt sich aus vier dünnen, konvex geformten Holzbrettern zusammen, welche dem Instrument die entsprechende Form geben. Das Instrument zählt somit zu den Kastenspießlauten und ähnelt der dreisaitigen marokkanischen Zupflaute gimbri und der einsaitigen äthiopischen Fiedel masenqo.
Auf den Innenseiten der Hölzer sind spezielle Muster (ayasugi) eingeschnitzt. Diese sind oftmals schön verziert, dienen aber vor allem der Klangverbesserung. Der Ton wird dadurch zusätzlich verfeinert. Auf beiden Seiten wird der Korpus anstelle der zunächst verwendeten Schlangenhaut traditionell mit Katzenhaut bespannt. Im Gidayū-bushi jedoch wird die etwas dickere Hundehaut verwendet, um den Klang härter zu machen. Heute sind auch synthetische Membranen gebräuchlich. Zum Schutz wird zusätzlich auf der Vorderseite der gespannten Haut ein weiteres kleines Hautstück auf der Stelle befestigt, an der die Saiten vom Plektrum (bachi) angeschlagen werden. Dieses Stück wird Plektrumhaut (bachigawa) genannt.
Die shamisen besitzt einen 88 cm langen Hals, durch dessen Breite die Klangfarbe ebenfalls verändert wird. Man unterscheidet breite, durchdringende (futezao), mittelbreite (chūzao) und schlankhalsige, hell klingende (hozozao) Instrumente. Die Laute hat drei Saiten in verschiedener Stärke, die mit Wirbeln (itomaki) am oberen Halsende und einem Seidenband (neō) am herausragenden Spieß an der Korpusunterseite befestigt werden. Der Sattel (kami-gome) besteht aus Metall, häufig aus Gold, und befindet sich unterhalb des Wirbelkastens (itogura) am oberen Halsende. Der Steg (koma) aus Holz oder Elfenbein sitzt auf der Hautdecke am unteren Bereich des Korpus auf.
Eine weitere Besonderheit ist, dass nur zwei von den drei Saiten über Steg und Sattel gezogen sind. Die unterste Saite wird links am Sattel vorbeigeführt. Der Grund dafür ist, dass es oberhalb des Sattels eine Vertiefung, auch Tal genannt, gefolgt von einer Erhöhung, dem Berg, gibt. Wenn die untere Saite gezupft wird, schlägt sie leicht gegen den Berg und erzeugt einen schnarrenden, metallisch klingenden Ton. Diesen Ton nennt man sawari. Er macht den Shamisenklang so typisch. Deswegen wird bei der Herstellung besonders auf die richtige Saitenbespannung und die korrekte Berghöhe geachtet. Die Saiten werden mit einem großen ginkgoblattförmigen Plektrum angeschlagen, das aus Elfenbein, Schildpatt, Holz oder Plastik besteht. In manchen Fällen wird auch nur der Finger benutzt, dann allerdings als stilistisches Mittel. Man muss aber wissen, dass alle Bauteile der shamisen nicht normiert sind, sondern zwischen den verschiedenen Schulen der Shamisen variieren. Das bedeutet zum Beispiel, dass sich der Steg in Größe und Gewicht in den verschiedenen Musikstilen abändert, um kleine, aber doch hörbare Variationen unterscheiden zu können. 

## Spielweise

### Spieltechnik
Die shamisen wird vom Spieler wie eine Gitarre gehalten. Das Plektrum wird mit der rechten Hand gefasst und zupft bzw. schlägt die Saiten an. Die linke Hand stoppt die schwingende Saite generell nur mit drei Fingern, wobei der Daumen und der kleine Finger nicht gebraucht werden. Außer dem Anschlagen der Saiten werden Techniken wie Zupfen, Hämmern und Gleiten verwendet. Auch Pizzicati und Tremoli finden Verwendung. Im Kouta, zu speziellen Anlässen und auch in der Übung wird nur der Zeigefinger verwendet und nicht das Plektrum. Ein weiteres charakteristisches Merkmal in der Spielweise der Shamisenmusik ist das gleichzeitige Berühren von Saite und Haut des Korpus. Oft wird die Gleitfähigkeit der Finger verbessert, indem eine Art Daumensocke getragen oder die linke Hand gepudert wird (z. B. im gidayū-bushi).

### Stimmung, Rhythmus und klangliche Besonderheiten
Die shamisen begleitet in erster Linie den Gesang. In der Regel ist die Melodie, die der Musiker spielt, fast identisch mit dem Gesang, wird jedoch um einen halben Schlag versetzt. So sind sowohl Gesang als auch shamisen einzeln hörbar, bleiben aber dennoch im Einklang. Das Versetzen macht den Liedtext auch besser hörbar und verständlicher. Zusätzlich macht die shamisen den Rhythmus durch den starken Schlag des Plektrums auf den Korpus klarer.
Die shamisen hat drei Grundstimmungen, honchōshi (mit den Tönen H, e und h), niagari (entsprechend den Tönen H, fis und h) und sansagari (mit H, e und a). Honchōshi kann als Standardstimmung bezeichnet werden. Niagari wird oft verwendet um eine helle, fröhlichere Stimmung zu erzeugen und sansagari drückt eher eine düstere, melancholische Stimmung aus. In einem Stück kann sich die Stimmung mehrmals ändern, um die entsprechenden Gefühle zu übermitteln. Als besonders effektvoll gilt der Wechsel von honchōshi zu niagari, eine Modulation von der Tonika zur Dominanten.
Das sawari (障り), das eigentlich am charakteristischsten an der Shamisenmusik ist, entsteht nicht nur durch direktes Anreißen der untersten Saite, sondern auch durch das Spielen der beiden höheren Saiten, bei der die untere Saite immer mitschwingt. Am klarsten wird das sawari gebildet, wenn man Oktaven, Quinten und Quarten spielt. Mit anderen Worten wenn man reine, konsonante Intervalle bildet.

## Geschichte und Genres
Die shamisen war während ihrer gesamten Geschichte zwar in allen Klassen vertreten, wurde aber am häufigsten in den sozial unterentwickelten Schichten verwendet. Erst nach dem Zweiten Weltkrieg begann sich dies zu ändern, und sie genießt heute einen hohen Rang. Doch bereits vorher galt das Instrument als eines der wichtigsten. Es gehörte sich für eine Geisha von Rang – damals wie heute –, mit der Laute gut umgehen zu können und ihre Kunden damit zu unterhalten. Vor allem in der Edo-Zeit erwarben die Geishas sich durch das Shamisenspiel einen Ruf. Unter anderem wurden häufig Geishas mit ihren Instrumenten auf Holzschnittdrucken abgebildet. Die Shamisenmusik verdankt hauptsächlich der Förderung durch die einflussreichen Klassen der Händler und Kaufleute sowie anderer hochrangiger Gönner ihren guten Ruf.
Die japanische shamisen ist eine Weiterentwicklung der im 13. Jahrhundert in China entstandenen, sanxian (‚drei Saiten‘). Man kann bei ihr Einflüsse der komuz erkennen. Die sanxian ist mit Schlangenhaut bespannt, hat einen ovalen Korpus und wird mit einem kleinen Plektrum oder mit den Fingernägeln gespielt. Das chinesische Instrument wurde zuerst auf den Ryūkyū-Inseln, südwestlich Japans, eingeführt. Dort wurde die Laute sanshin (三線 ‚drei Drähte‘) bzw. jabisen (蛇皮線 ‚Schlangenhaut-Saiten/Drähte‘) und später s(h)amisen (‚drei geschmackvolle Drähte/Saiten‘) genannt. Von dort kam das Instrument nach Japan.
Zuerst in Japan erwähnt wurde die shamisen durch den Portugiesen João Rodriguez Tçuzzu, der als Übersetzer von Fürst Toyotomi Hideyoshi (1537–1598) und später auch von Tokugawa Ieyasu (1543–1616) tätig war. Die ersten Shamisenspieler waren konvertierte Geschichtenerzähler der Biwa-Schule aus der Gegend von Osaka und Kyōto. Diese nutzten das Instrument anfänglich zur Unterstützung von Erzählungen. Sie sangen danmono, Balladen verschiedener Art, lyrische und erotische kudokai, und die melodramatischen naniwa-bushi. Man unterscheidet beim Spiel der shamisen narrative (katarimono) und liedhafte oder lyrische (utaimono) Musik.

### Geschichte der Katarimono
Es gibt Aufzeichnungen von Volksliedern, in der die shamisen als Begleitinstrument vorkommt, doch die bedeutendste und am häufigsten verwendete Rolle in der Geschichte des Instrumentes war die Rolle der Erzählform, auch Jōruri genannt.
Das Wort jōruri wird abgeleitet vom Titel einer Geschichte namens Jōruri-hime Monogatari, was übersetzt „Die Geschichte der Prinzessin Lapis Lazuli“ bedeutet. Es handelt sich um eine Legende, in der sich ein Heerführer aus dem 12. Jahrhundert, General Ushiwakamaru, in die Hofdame Jōruri verliebt. Die eigentliche Geschichte der Liebenden entstand jedoch erst im 16. Jahrhundert. Es gibt viele Versionen dieses Liebesdramas, welche musikalisch begleitet wurden, meistens von der biwa. Diese Versionen waren in Japan außerordentlich populär. Später entstand eine ganz neue Version der Sage, die mit Hilfe der shamisen gespielt wurde. Diese neue „Jōruri-hime monogatari“ genannte Komposition wurde so populär, dass daraufhin weitere Stücke ähnlicher Art entstanden. Die Jōruri-Musik begann sich mehr und mehr zu verbreiten. Der Begriff Jōruri umfasst etliche unterschiedliche Typen der musikalischen Erzählform der shamisen. Diese Art von Musik wird generell auch katarimono genannt, wobei Katarimono erst später von den Gelehrten eingeführt wurde, um die erzählende Musik von der gesungenen (utaimono) zu unterscheiden. Jōruri hingegen stellt einfach den historischen Begriff dar.

#### Naniwa-bushi
Eine der frühsten Formen des musikalischen Erzählstils ist das Naniwa-bushi, das als die Haupterzählform für Liebesepen gilt. Die Musik ist recht impulsiv, und eine shamisen mit relativ dickem Hals und einem stumpfen Plektrum wird verwendet. Es wird plötzlich ein scharfer Ton erzeugt, der mit sehr hell klingenden Passagen auf der oberen Saite durchsetzt wird. Zusammen mit der sehr einfach gehaltenen Gesangsstimme entsteht ein extrem rauer Klang. In dieser Musikform ist es üblich, dass der Spieler plötzlich aufschreit, um gewisse Emotionen zu verdeutlichen. Diese Schreie durchziehen die gesamte Musik im Naniwa-bushi.

#### Kato-bushi, Bungo-bushi und Shinnai-bushi
Die Zahl an Musikformen innerhalb des katarimono sind enorm. Die Stile sind nach den Gründern benannt, zum Beispiel, kato-bushi ist von Kato Masumi (1684–1725) und bungo-bushi von Bungo Miyakoji († 1740) begründet worden.
Kato-bushi genoss im 18. Jahrhundert große Popularität und basiert auf heimischen Tragödien. Entstanden ist kato-bushi in Kyôto, aber vollendet wurde der Stil erst in Edo. Diese Musik ist in ihrer Stimmung auch sehr typisch für das damalige Edo. Bungo-bushi jedoch genoss eine ganz andere Aufmerksamkeit. Die Darstellung von solch lebhaft bildlichen Liebesgeschichten, die damit endeten, dass das Liebespaar einen Doppelselbstmord beging, führte dazu, dass auch die Anzahl an realen Doppel-Suiziden als Liebesbeweis folgten. Um weitere derartige Fälle zu verhindern, hatte man die Aufführungen dieser Musikstücke verboten. Auch verboten hat man die Stücke des Shinnai-bushi von Shinnai Tsuruga (1714–1774) begründet. Die beflügelnde Musik hat dazu geführt, dass im damaligen Vergnügungsviertel Edos, in Yoshiwara, zahlreiche Angestellte sich in normale Bürger verliebten und sie zusammen durchbrannten. Die Besitzer der verschiedenen Häuser verloren dadurch an Einnahmen und an Respekt. Durch die große Anzahl an verschiedenen Formen entstand eine Art Wettstreit, der bis tief hinein in die Politik geführt wurde.

#### Gidayū-bushi
Das Shamisenspiel wurde auch als Begleitung für das japanische Puppentheater Bunraku verwendet. Der heute noch gebräuchliche Musikstil wurde von Takemoto Gidayū (1651–1714) in Osaka begründet. Zusammen mit dem berühmten Theaterautor Chikamatsu Monzaemon kreierte Gidayū eine der berühmtesten Traditionen im Japanischen Theater.
Nach einem Shamisenvorspiel lässt der Sänger die Puppen mit einem tiefen Summen erwachen. Der Shamisenspieler kommentiert dann das Spiel. Wenn der Höhepunkt näher rückt, unterbricht die Shamisenmusik immer mehr den Sänger, während seine Stimme abwechselnd in einen melodischen Gesang und wieder in die Sprechstimme fällt. Es folgt eine unbeschreibliche Mixtur aus Gesang und Sprechteil. Zur selben Zeit werden die Bewegungen des Sängers den Bewegungen der Puppe gleich. Er versucht alle seine eigenen Emotionen nur mit der Stimme in die Puppe zu legen. Die Musik steigert sich zu einer enormen Lautstärke und Höhe. Gidayū-bushi wird von vielen als die schwierigste japanische Musikform bezeichnet, weil der Sänger sehr viel Ausdauer für die Stimme benötigt sowie schauspielern und exakt in derselben Zeit mit der Shamisenmusik zusammenspielen muss. Das Shamisenspiel trägt die Hauptverantwortung für die Gidayū-bushi-Stücke. Der Shamisenspieler koordiniert die Abläufe, indem er musikalische Zeichen für Einsätze gibt. Mit anderen Worten: Er hält alles zusammen.
Die Form der shamisen ist im Gidayū-bushi anders als bei anderen Stücken oder Musikstilen. Die Haut ist dicker, und die Gesamtkonstruktion des Instrumentes ist schwerer. Das Plektrum ist sehr schmal und stumpf. Der Gesamtklang ist tiefer und härter, welcher hervorragend mit dem Gefühlsausdruck des Dramas einhergeht.

### Geschichte der Utaimono
Das Spielen von Volksliedern mit der shamisen stellt praktisch den Beginn der utaimono (歌物), auch utamono genannt, dar. Dieser Begriff umfasst die gesamte lyrische Musik der shamisen. Die ältesten Lieder stammen noch von den Ryūkyū-Inseln und wurden Ryūkyū kumiuta genannt. Etwas später wurden jiuta (地唄 ‚Örtliche Lieder‘) populär, Stücke die von blinden Musikern im Raum Kyoto-Osaka aufgeführt wurden.

#### Kouta
Aus den jiuta entwickelte sich das kouta (小唄), übersetzt „kurzes Lied“. Diese Stücke waren ursprünglich ohne instrumentale Begleitung gesungene, kurze Volksweisen. Kouta sind von der Spielweise nicht so aufwendig und deshalb auch leichter zu spielen. Die Texte sind sehr wehmütig und romantisch. Die Sentimentalität der Wörter und die Intimität der kouta Stücke sind ideal für die Unterhaltungskünste der Geisha. Es gehörte zum Repertoire einer Geisha, solche Lieder aufführen zu können. Deswegen kann man Kouta auch als Kinder- und Geishalieder bezeichnen. Der Bau der shamisen ist sehr zart gehalten. Der dünne Hals und die dünne Haut machen den Klang des Instrumentes relativ hell. Populär wurden diese Lieder zu Beginn des 18. Jahrhunderts, als sie Bestandteil des Kabukitheaters wurden. Hier gewannen die Lieder immer mehr an Länge, um sie dem Kabuki anzupassen. So entstand dann das „lange Lied“, das sogenannte nagauta. Im 19. Jahrhundert entstand dann noch eine andere Art des „Kurzliedes“, das Hauta. Dieser Begriff wird heutzutage für die gesamten „Kurzlieder“ mit Shamisenbegleitung verwendet. Einen generellen Unterschied zwischen kouta und hauta gibt es nicht. Einige behaupten, dass hauta oft eine Geschichte erzählen und kouta nicht.

#### Nagauta
Nachdem das kouta im Kabuki immer länger wurde, bekam es auch die Bezeichnung „langes Lied“, nagauta (長唄). Wenn man Gidayū-bushi als die bekannteste Form des musikalischen Erzählstils bezeichnet, so ist das Nagauta, die Bekannteste des lyrischen Stils. Nagauta entstanden in Tokio, anders als das Gidayū-bushi, welches seine Anfänge in Osaka hat. Nagauta werden meistens in den Tanzszenen des Kabuki verwendet und bilden damit das Herz der Kabukimusik.
Die shamisen ist nach dem Schauspiel und dem Gesang das wichtigste Element des Kabuki. Es gehört hier zu einem Ensemble von Nō-Instrumenten, hayashi genannt (Flöte und drei verschiedene Trommeln). Hinter der eigentlichen Schauspielbühne sitzen bis zu 30 Shamisenspieler auf einer zusätzlich erhöhten Bühne. Dies erzeugt vor allem optisch einen spektakulären Effekt. Kineya Kisaburō (frühes 18. Jahrhundert) vereinte dann als erster die frühen Formen in der Kabukimusik mit den alten Stilen des Nagauta. Abgesehen von der Tanzbegleitung wird die shamisen auch zum Rezitieren und zur melodischen Untermalung des Gesamtstücks eingesetzt. Der Erfolg des „neuen“ (Edo-)Nagauta und der Musiker aus dem Kineya-Clan verbreitete sich durch alle Theater Tokios. Bis heute kommen die Shamisenmeister an den gehobenen Theatern aus der Kineya-Schule. Nagauta ist bis heute eine der populärsten Stilrichtungen in der Shamisenmusik.